# Cửa khẩu Bản Chắt
Cửa khẩu Bản Chắt là cửa khẩu tại vùng đất bản Chắt xã Bính Xá huyện Đình Lập tỉnh Lạng Sơn, Việt Nam .
Cửa khẩu Bản Chắt thông thương sang Cửa khẩu Bản Lạn (板烂口岸) ở xã Đồng Miên, huyện Ninh Minh tỉnh Quảng Tây, Trung Quốc .
Cửa khẩu là điểm cuối của quốc lộ 31, từ thị trấn Đình Lập tới.
Gần khu vực cửa khẩu Bản Chắt có các điểm du lịch như đình Pò Háng, đường tuần tra biên giới; đường cỏ lau Bắc Xa; Cột mốc 1297; hồ Khuổi In; hồ Pắc Làng; Nông trường trè Thái Bình,...